# أنجيلا بانكس
أنجيلا بانكس (بالإنجليزية: Angela Banks)‏ (23 ديسمبر 1975 ببرايتون في المملكة المتحدة - ) هي لاعبة كرة قدم بريطانية في مركز الهجوم. شاركت مع منتخب إنجلترا لكرة القدم للسيدات. أما مع النوادي، فقد لعبت مع نادي أرسنال للسيدات وJitex BK ‏.

## وصلات خارجية
- أنجيلا بانكس على موقع قاعدة بيانات كرة القدم.إي يو (الإنجليزية)